# Vaya con Tioz
Vaya con Tioz (Wortspiel aus span. vaya con Dios (‚Geh mit Gott‘) über vaya con tíos (wörtl. ‚Geh mit Onkeln‘) zu vaya con Tioz (‚Geh mit [den] Onkelz‘)) ist ein Videoalbum der deutschen Rockband Böhse Onkelz. Es erschien am 16. Februar 2007 und ist das siebte Livealbum der Gruppe.

## Inhalt
Das Album enthält insgesamt vier DVDs und zeigt das Abschiedskonzert der Band, das vom 17. bis 18. Juni 2005 am EuroSpeedway Lausitz stattfand. Die DVD erschien am 16. Februar 2007 über das Label Rule23 Recordings. Der Titel ist angelehnt an das Album Viva los Tioz.

## Covergestaltung
Die Hülle der DVD ist mit Kunstleder überzogen und in den Farben Rot und Weiß gehalten. In der Mitte befinden sich vier Figuren, die die Bandmitglieder darstellen sollen. Rechts und links daneben sind zwei Engel als Skelette zu sehen. Darunter befinden sich in Großbuchstaben die Schriftzüge Böhse Onkelz und Vaya con Tioz. Am unteren Bildrand steht außerdem Los Dos Ultimos Conciertos.

## Titelliste
| Dokumentation: 1. Aufbau 2. Ankunft Onkelz 3. Probe 4. Statements 5. Public race 6. Support bands 7. Vorfreude Live-Konzert: 1. Intro 28 2. 10 Jahre 3. Ich bin in dir 4. Kneipenterroristen 5. Signum des Verrats 6. Ein langer Weg 7. Bomberpilot 8. Nekrophil 9. Heute trinken wir richtig 10. Falsche Propheten 11. Nenn mich wie du willst 12. Ich lieb mich 13. Keine ist wie du 14. Stunde des Siegers 15. Mexico 16. Erinnerungen Extras: 1. Interview 2. Probe | Dokumentation: 1. Der letzte Tag 2. Dragsterrennen 3. Support Bands 4. Der letzte Gang Live-Konzert: 1. Intro 2. Hier sind die Onkelz 3. Dunkler Ort 4. Terpentin 5. Fahrt zur Hölle 6. Onkelz vs. Jesus 7. Entfache dieses Feuer 8. Die Firma 9. Nichts ist so hart wie das Leben 10. Leere Worte 11. Superstar 12. Schutzgeist der Scheiße 13. Narben 14. Onkelz 2000 15. Keine Amnestie für MTV 16. Feuer 17. Danke für Alles (Schlussansage) 18. Ihr hättet es wissen müssen 19. Adios 20. Baja 21. Abspann Extras: 1. Letzte Worte | Making-of: 1. Abschied 2. Crew 3. Fanz 4. Interview 5. Bühne | Erster Tag: 1. Wonderfools 2. Discipline 3. Sub7even 4. D-A-D 5. Motörhead 6. Machine Head Letzter Tag: 1. Psychopunch 2. Pro-Pain 3. J.B.O. 4. In Extremo 5. Rose Tattoo 6. Children of Bodom |

## Chartplatzierungen und Auszeichnungen
Das Album stieg am 5. März 2007 auf Platz 1 in die deutschen Charts ein und belegte in der folgenden Woche Rang 8. Insgesamt konnte sich das Album 35 Wochen in den deutschen Top 100 halten. In den deutschen Jahrescharts 2007 belegte der Tonträger Rang 55.
Von der DVD wurden rund 80.000 Exemplare verkauft, was einer dreifachen Goldenen Schallplatte entspricht. Bei der Echoverleihung 2008 wurde die DVD in der Kategorie Musik-DVD-Produktion (national) ausgezeichnet.

## Rezeption
| Professionelle Bewertungen | Professionelle Bewertungen |
| -------------------------- | -------------------------- |
| Kritiken                   |                            |
| Quelle                     | Bewertung                  |
| CDStarts                   | [ 6 ]                      |

Matthias Reichel von der Internetseite CDStarts bewertete das Album mit sieben von möglichen zehn Punkten. Er schreibt, dass „„Vaya Con Tioz“ rein inhaltlich nicht 100 % zufriedenstellend“ sei, da „die Onkelz-Auftritte von 58 auf 38 Lieder zusammengeschnitten“ wurden. Bild und Ton würden aber „eine herausragende Qualität besitzen“ und die Band sei „in sehr guter Form“.